# Église Saint-Étienne de Beaumesnil
L'église Saint-Étienne de Beaumesnil est une église catholique située à Beaumesnil, en France. 

## Localisation
L'église est située dans le département français du Calvados, sur la commune de Beaumesnil.

## Historique
L'édifice date du XIIIe et du troisième quart du XVIIe et remplace un bâtiment plus ancien. Des travaux sont réalisés au XIXe siècle.
L'évêque de Coutances donne l'église à l'hôtel-Dieu de sa cité épiscopale au début des années 1220, qui fait bâtir le chœur et la tour,.
Des transepts, une nef et un porche sont bâtis au XVIIe siècle. EN 1629 la commune perd 40 % de sa population pendant une épidémie de peste.
La statue de saint Christophe est cachée dans une ferme aux alentours pendant la Révolution française.
La nef est détruite dans la seconde moitié du XIXe siècle et le porche est déplacé.
L'édifice est inscrit au titre des monuments historiques le 1er décembre 1964.

## Description
L'église est construite en granit.
Le plan de l'édifice est cruciforme.
Le chœur est de style roman.
Le clocher comporte des ouvertures en plein cintre.

## Mobilier
L'édifice conserve une statue de saint Christophe en pierre polychrome du XVIe siècle ou du XVIIe siècle, classée à titre d'objet le 20 décembre 1911.
La statue représente le saint portant un enfant pour l'aider à traverser un cours d'eau, le Christ. Le saint porte un bâton qui est dégradé et le jeune enfant un globe terrestre.
Arcisse de Caumont signale au milieu du XIXe siècle des fragments de vitraux du XIIIe siècle.